# Course en ligne féminine aux championnats du monde de cyclisme sur route 1983
Navigation
1982 1985
La course en ligne féminine aux championnats du monde de cyclisme sur route 1983 a lieu le 3 septembre 1983 à Altenrhein en Suisse. Elle est remportée par la Suédoise Marianne Berglund.

## Classement
|                                    | Coureuse                 | Pays                 |    | Temps           |
| ---------------------------------- | ------------------------ | -------------------- | -- | --------------- |
| Médaille d'or, Coupe du Monde      | Marianne Berglund        | Suède                | en | 1 h 38 min 17 s |
| Médaille d'argent, Coupe du Monde  | Rebecca Twigg            | États-Unis           | +  | 0 s             |
| Médaille de bronze, Coupe du Monde | Maria Canins             | Italie               |    | 0 s             |
| 4                                  | Mandy Jones              | Royaume-Uni          |    | 57 s            |
| 5                                  | Jeannie Longo-Ciprelli   | France               |    | 57 s            |
| 6                                  | Cynthia Olavarri         | États-Unis           |    | 57 s            |
| 7                                  | Connie Carpenter         | États-Unis           |    | 3 min 36 s      |
| 8                                  | Thea van Rijnsoever      | Pays-Bas             |    | 3 min 36 s      |
| 9                                  | Beate Habetz             | Allemagne de l'Ouest |    | 4 min 12 s      |
| 10                                 | Catherine Swinnerton     | Royaume-Uni          |    | 4 min 13 s      |
| 11                                 | Helle Sørensen           | Danemark             |    | 4 min 13 s      |
| 12                                 | Petra Koch-Stegherr      | Danemark             |    | 4 min 13 s      |
| 13                                 | Laima Zilporite-Baushite | Union soviétique     |    | 4 min 13 s      |
| 14                                 | Sandra Kratz-Schumacher  | Allemagne de l'Ouest |    | 4 min 13 s      |
| 15                                 | Irina Kolesnikova        | Union soviétique     |    | 4 min 13 s      |
| 16                                 | Valérie Simonnet         | France               |    | 4 min 13 s      |
| 17                                 | Jenny De Smet            | Belgique             |    | 4 min 13 s      |
| 18                                 | Marie Höljer             | Suède                |    | 4 min 13 s      |
| 19                                 | Gerda Sierens            | Belgique             |    | 4 min 13 s      |
| 20                                 | Ines Varenkamp           | Allemagne de l'Ouest |    | 4 min 13 s      |
| 21                                 | Kristina Ranudd          | Suède                |    | 4 min 13 s      |
| 22                                 | Leontine van der Lienden | Pays-Bas             |    | 4 min 13 s      |
| 23                                 | Hennie Top               | Pays-Bas             |    | 4 min 13 s      |
| 24                                 | Annelie Josefsson        | Suède                |    | 4 min 13 s      |
| 25                                 | Ute Enzenauer            | Allemagne de l'Ouest |    | 4 min 13 s      |
| 26                                 | Dominique Damiani        | Allemagne de l'Ouest |    | 4 min 13 s      |

|                      | Coureuse                | Pays                 |  | Temps       |
| -------------------- | ----------------------- | -------------------- |  | ----------- |
| Autres compétitrices |                         |                      |  |             |
| 30                   | Edith Schönenberger     | Suisse               |  | 4 min 13 s  |
| 32                   | Agnes Dusart            | Belgique             |  | 4 min 13 s  |
| 35                   | Marielle Garde-Guichard | France               |  | 4 min 13 s  |
| 36                   | Roberta Bonanomi        | Italie               |  | 4 min 13 s  |
| 40                   | Barbara Erdin-Ganz      | Suisse               |  | 4 min 13 s  |
| 41                   | Francesca Galli         | Italie               |  | 4 min 13 s  |
| 43                   | Corinne Lutz            | France               |  | 4 min 13 s  |
| 44                   | Marie-Claude Audet      | Canada               |  | 4 min 13 s  |
| 45                   | Josiane Vanhuysse       | Belgique             |  | 4 min 13 s  |
| 47                   | Rossella Galbiati       | Italie               |  | 4 min 13 s  |
| 48                   | Mieke Havik             | Pays-Bas             |  | 4 min 13 s  |
| 49                   | Luisa Seghezzi          | Italie               |  | 4 min 13 s  |
| 51                   | Anne-Yvonne Guillemin   | France               |  | 4 min 13 s  |
| 52                   | Heleen Hage             | Pays-Bas             |  | 4 min 13 s  |
| 57                   | Gabriele Altweck        | Allemagne de l'Ouest |  | 4 min 13 s  |
| 59                   | Rosemarie Schatzmann    | Suisse               |  | 8 min 30 s  |
| 60                   | Pamela Bryan            | Canada               |  | 8 min 30 s  |
| 61                   | Jolanda Kalt            | Suisse               |  | 11 min 30 s |
| 63                   | Monica Bandini          | Italie               |  | 11 min 30 s |
| 67                   | Evelyne Müller          | Suisse               |  | 14 min 1 s  |